# Бугамеллі Федеріко
Федеріко Алессандро Бугамеллі (італ. Federico Bugamelli; 1876 — 1949) — італійський співак, вокальний педагог, композитор, диригент, піаніст-концертмейстер. 

## Життєпис
Закінчив Болонську консерваторію. 
З 1901 р. працював у Росії, проводив «Концерти італійської музики». 
З 1901 викладав спів у Харківському музичному училищі, пізніше — в Харківській консерваторії. 
Серед учнів — Катерина Воронець-Монтвід, Павло Голубєв, Ніна Сироватська, Марк Рейзен, Леонід Усачов, Олесь Чишко, Євфалія Хатаєва. 
У 1918 виїхав до Італії. 
В 1932 — 1945 рр. директор Трієстської консерваторії. Останньою його ученицею стала Федора Барб'єрі. 